# 瑞穂村 (長野県)
瑞穂村（みずほむら）は長野県下高井郡にあった村。現在の飯山市大字瑞穂・瑞穂豊、野沢温泉村大字前坂にあたる。
本項では発足時の名称である高野村（たかのむら）についても述べる。

## 地理
- 山：城山
- 河川：千曲川
- 湖沼：北竜湖

## 歴史
- 1876年（明治9年）5月 - 近世以来の高井郡針田村・前坂村・笹沢新田村・神戸村・関沢村・小菅村・犬飼村が合併して高野村となる。
- 1879年（明治12年）1月4日 - 高野村の所属郡が下高井郡に変更。
- 1889年（明治22年）4月1日 - 町村制の施行により、高野村が単独で自治体を形成。
- 1892年（明治25年）10月14日 - 高野村が豊郷村の一部（柏尾組・北原組・重地原組）を編入のうえ改称して瑞穂村となる。
- 1954年（昭和29年）8月1日 - 木島村・下水内郡飯山町・秋津村・柳原村・外様村・常盤村と合併して飯山市が発足。同日瑞穂村廃止。
- 1955年（昭和30年）4月1日 - 旧村域の一部（前坂）が野沢温泉村に編入。

## 交通

### 道路
- 国道117号